# 奥尔瓦
奥尔瓦，是西班牙巴伦西亚自治区阿利坎特省的一个市镇。总面积18km2，总人口1693人（2001年），人口密度94人/km2。